# De venijnige vanger
De venijnige vanger is een kort stripverhaal uit de reeks van Suske en Wiske. Het is geschreven door Bruno De Roover en Peter Van Gucht en getekend door Dirk Stallaert. Het verhaal werd gepubliceerd in Tros Kompas van 16 juni 2007 tot en met 10 november 2007.

## Het verhaal
Arthur, de vliegende broer van Lambik, wordt aangevallen en ontvoerd door een geheimzinnig piepend iets in de jungle van Congo. Als Lambik, Sidonia, Suske en Wiske dit te horen krijgen, vertrekken ze naar Kongo om op zoek te gaan naar Arthur. De vader van Lambik werd altijd verzorgd door Arthur, maar door afwezigheid van Arthur takelt de oude man steeds meer af. Onder andere met de hulp van Jerom wordt Arthur bevrijdt van de venijnige vanger, die Arthur bij zijn vlindercollectie wilde plakken. Met de terugkomst van Arthur knapt de vader van Lambik weer helemaal op.

## Uitgaven

### Achtergronden bij de uitgaven
- De publicatie in Tros Kompas begon met twee aankondigingen van 1 strook op 9 juni 2007, waarna het verhaal volgde vanaf 16 juni 2007.
- Het verhaal verscheen als stickerboek in september en oktober 2009 als spaaractie van een aantal Nederlandse supermarkten in samenwerking met het Wereld Natuur Fonds.